# Comitê Internacional Nansen para os Refugiados
O Comitê Internacional Nansen para os Refugiados foi uma organização da Sociedade das Nações internacionalmente responsável por refugiados provenientes de zonas de guerra, entre 1930 e 1939, foi uma organização criada e dirigida pelo norueguês Fridtjof Nansen.
Recebeu o Nobel da Paz em 1938.